# Chiesa di San Carlo dei Mendicanti
La chiesa di San Carlo Borromeo dei Mendicanti era un edificio di culto di Bergamo. La chiesa prende il nome dall'ospizio posto in prossimità, edificato nei primi anni dopo la canonizzazione del santo nel 1620. L'edificio è di proprietà privata.

## Storia
Don Regolo Belotti fu un prelato originario dell'importante famiglia Belotti che nel XVII secolo fondò molte istituzione pie di carità con orfanatrofi, ospedali e chiese, sulle orme di Girolamo Emiliani che del 1532 era a Bergamo su invito dell'allora vescovo Pietro Lippomano per sostenere e istituire luoghi pii a favore delle persone bisognose. Gli edifici, posti in via Sant'Alessandro, furono acquistati dalla famiglia Brembati nel 1613 dal vescovo di Bergamo Giovanni Emo. 
Subito dalla fondazione dell'istituzione pia d'assistenza, furono una cinquantina i bisognosi che ottennero ricovero negli edifici. I locali ospitavano anche una scuola femminile che doveva insegnare i dogmi della fede che si manteneva grazie alla confezione di lavori di cucito. La chiesa era quindi un'abitazione privata modificata ai fini di culto. Le istituzioni di carità furono soppresse nel 1810, e i ricoverati furono divisi e collocati nei diversi istituti presenti in Bergamo.
La torre campanaria fu innalzata successivamente all'adeguamento dei fabbricati, non risulta infatti presente nel dipinto realizzato da Alvise Cima nel 1681.

## Descrizione
La chiesa è situata in via Sant'Alessandro, nella zona dedicata al santo Borromeo, ed è inserita in una grande struttura un tempo dedicata all'istituto pio di assistenza ai più bisognosi, quelli che non avevano nessuna forma di sostentamento, di entrambi sessi. L'edificio è posto all'incrocio con la via dedicata al santo titolare, anticamente ne portava il nome e in prossimità dell'antica porta Matummo, poi perduta.
Il portale della chiesa presenta inserito nel timpano triangolare, l'altorilievo raffigurante san Carlo a mezzobusto.